# Гонфрвил л'Орше
Гонфрвил л'Орше (фр. Gonfreville-l'Orcher) је насељено место у Француској у региону Горња Нормандија, у департману Приморска Сена.
По подацима из 2011. године у општини је живело 9119 становника, а густина насељености је износила 353,31 становника/km².

## Демографија
| 1962. | 1968. | 1975.  | 1982.  | 1990.  | 1999.  | 2011. |
| ----- | ----- | ------ | ------ | ------ | ------ | ----- |
| 8.032 | 8.636 | 10.173 | 10.345 | 10.202 | 10.202 | 9.119 |